# Bernhardt Holtermann

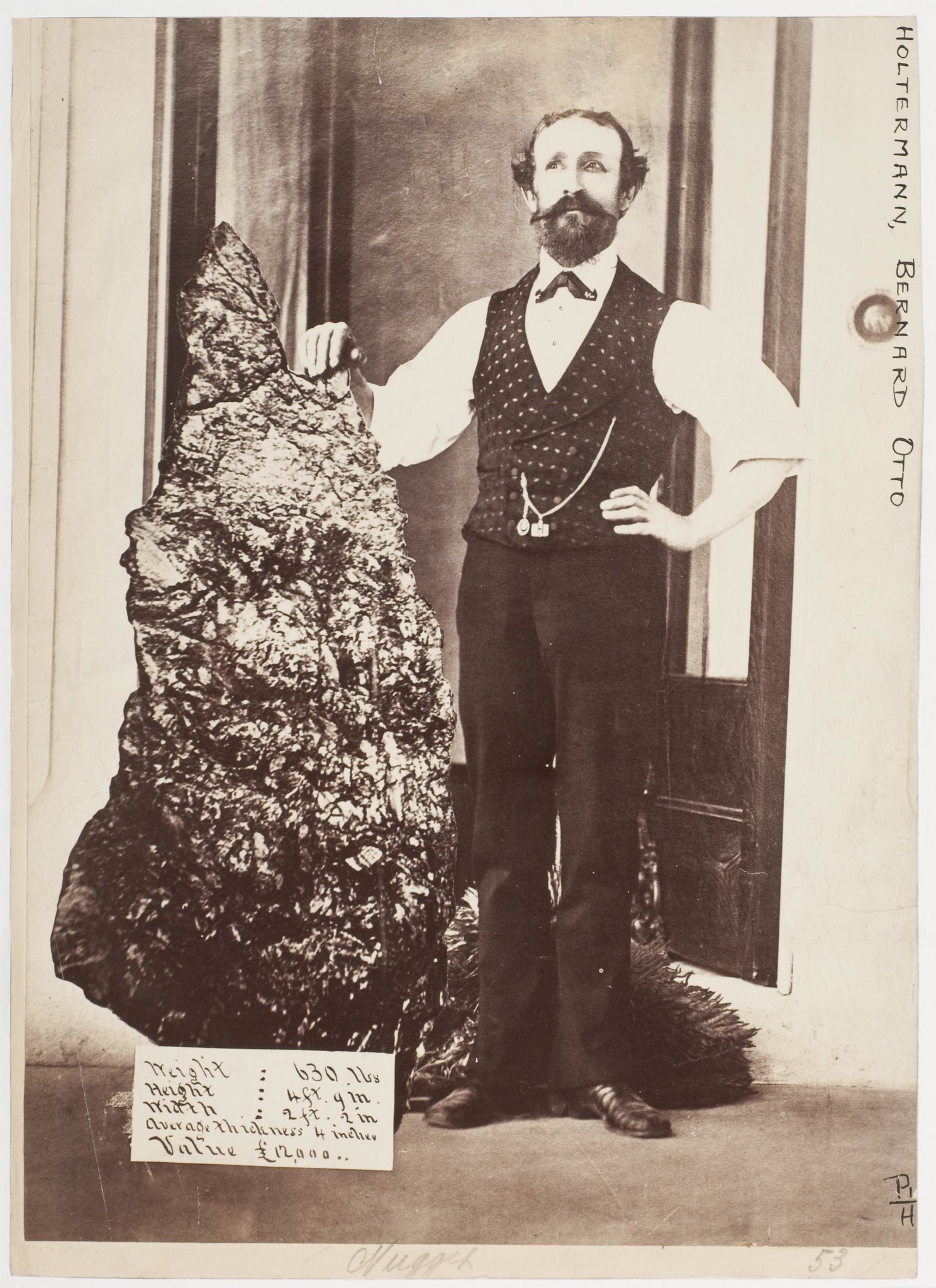
Bernhardt Holtermann mit dem „Holtermann Nugget“ (1872)

Bernhardt Otto Holtermann (* 29. April 1838 in Hamburg; † 29. April 1885 in Sydney, New South Wales in Australien) war ein deutschstämmiger Goldgräber, Geschäftsmann, Fotograf und Politiker.
Berühmt wurde Holtermann dadurch, dass das größte je gefundene gold- und quarzhaltige Gesteinsstück mit etwa 3.000 Unzen Gold nach ihm „Holtermann Nugget“ benannt wurde. Der Goldwert betrug im November 2017 ca. 3,26 Millionen €.

## Frühes Leben
Über sein frühes Leben ist wenig bekannt. Bernhardt Holtermann war der Sohn von John Henry Holtermann, einem Händler, und seiner Frau Anna, geborene Nachtigall. Nach seinem Schulabschluss arbeitete er fünf Jahre lang im Büro seines Onkels H. H. Holtermann.
Da er nicht drei Jahre lang beim preußischen Militär dienen wollte, reiste er zunächst auf einem Schiff nach Liverpool, wo er am 15. April 1858 ankam. Dort schiffte er sich am 29. April 1858 auf der Salem ein und erreichte Melbourne in Australien am 7. August 1858. Auf dieser Schiffsreise brach eine Krankheit aus, an der vier Besatzungsmitglieder starben. Eine junge Frau erkrankte und Holtermann, der medizinisches Wissen besaß, kurierte diese Frau. Dies brachte ihm große Anerkennung auf dem Schiff ein.
Am 22. Februar 1868 heiratete Holtermann in Bathurst Harriett Emmett und Hugo Ludwig Luis Beyers am gleichen Tag Mary, die Schwester von Harriett. Holtermann hatte mit seiner Frau drei Söhne und zwei Töchter.

## Goldsucher
Von Melbourne reiste er auf der City of Sydney weiter nach Sydney, wo er am 12. August 1858 ankam. In Sydney wollte er seinen Bruder treffen. Doch dieser war in den Goldfeldern. Da er wenig Englisch konnte, blieb seine Arbeitssuche erfolglos und er reiste ab dem 13. September 1858 auf dem Handelsschiff Rebecca zwischen Sydney und Neukaledonien. Am 29. Januar 1859 kehrte er wieder nach Sydney zurück. Dort arbeitete er im Hamburg Hotel als Kellner, wo er Hugo Ludwig Luis Beyers kennenlernte, einen erfahrenen Goldsucher. Sie erwarben im Jahr 1861 eine Parzelle bei dem Goldgräberort Hill End (Tambaroora), die sie „Star of Hope Mine“ nannten. Beide nahmen andere Arbeiten an, weil sie nicht über genügend finanzielle Mittel zum Betrieb eines Bergwerks verfügten. Holtermann arbeitete beispielsweise als Bäcker, Metzger und Fährmann. Immer dann, wenn sie genügend Geld verdient hatten, arbeiteten sie in ihrem Bergwerk. Holtermann hätte in der Mine fast sein Leben verloren, als in seiner Nähe Sprengstoff explodierte und ihn im Gesicht schwer verletzte. Er war danach sechs Monate lang nicht mehr arbeitsfähig und hatte mit dem Tod gekämpft. Als ihnen das Geld ausging, lieh sich Holtermann Geld von einem chinesischen Geschäftsmann, das er nach dem großen Goldfund im Oktober 1872 zurückzahlte. Nachdem sie beide Jahre lang erfolglos in ihrem Bergwerk gearbeitet hatten, gelang ihnen im Jahr 1867 ein Goldfund, der ihnen mehrere Hundert Pfund einbrachte. Dies investierte Holtermann in das All Nations Hotel, das er bis 1869 betrieb. Er verkaufte es und investierte in zwei bislang erfolglose Goldminen am Chambers Creek und am Root Hong des Macquarie River. Um die „Star of Hope Mine“ weiter betreiben zu können, benötigten Holtermann und Beyers weitere Gelder, deshalb verkauften sie Minenanteile. Diese Anteile konnten auch durch die entsprechende Bereitstellung von einem bezahlten Grubenarbeiter erworben werden. Am 17. Februar 1872 wurde die „Star of Hope Mine Co.“ mit einem Stammkapital von £ 72.000 gegründet. Holtermann und Beyers waren die Hauptaktionäre. Holtermann seinerseits bestand darauf, dass er als Grubenleiter angestellt wurde.

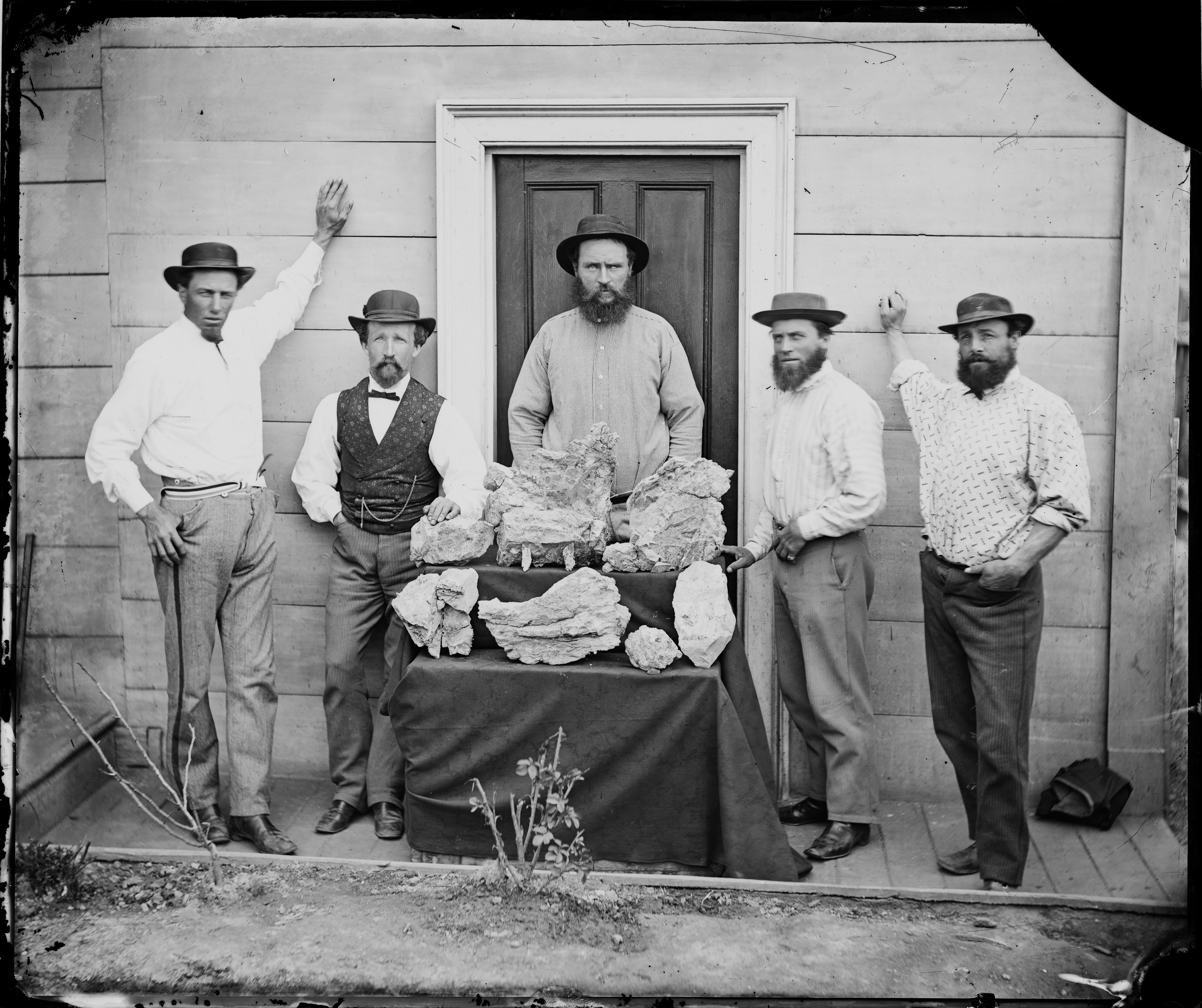
Präsentation goldhaltiger Gesteinsstücke (Holtermann 2.v.l. und Beyers 2.v.r)

1871 wurde festgestellt, dass sich weitere Goldadern auf ihrem Minengebiet befanden, doch diese Adern liefen aus. Der Goldgräber und Anteilseigener an der Mine Mark John Hammond (1844–1908) grub daraufhin in einer anderen Richtung weiter. Holtermann hatte in einer Veröffentlichung im Sydney Morning Herald am 20. November 1871 vor unüberlegten Investitionen in die Mine gewarnt. Hammond war davon beeindruckt und ließ sich seinen Anteil auszahlen. Kurz nach der Auszahlung wurde die große Masse Gold gefunden. Hammond erhielt davon nichts, obwohl er in der richtigen Richtung gegraben hatte. Dies brachte Holtermann bei den Goldgräbern in Verruf, wurde aber auch wieder schnell vergessen; denn er wurde wenig später ins erste „Hill End Borough Council“ gewählt.
Am 12. Oktober 1872 wurden zwei neue Goldadern in der „Star of Hope Mine“ entdeckt, die reichhaltige Funde versprachen. Als das „Holtermann Nugget“ gefunden wurde, war Holtermann nicht zugegen. Dieses Gesteinsstück aus Gold und Quarz war das größte, das je gefunden wurde. Als es am 19. Oktober um 2:00 Uhr morgens ans Tageslicht kam, wog es etwa 286 kg. Die Länge betrug 149 cm (4 lb 9 inch), die größte Breite 67 cm (2 lb 2 inch); es enthielt ca. 3000 Unzen Gold mit einem damaligen Wert von £ 12.000. Holtermann gehörten lediglich Anteile davon, wie auch den anderen Anteilseignern. Allerdings war er derjenige, der am schnellsten die Initiative ergriff und sich mit dem Gesteinsstück von Henry Beaufoy Merlin fotografieren ließ. Es war auch sein Verdienst, dass das große Gesteinsstück nicht sofort zertrümmert wurde, um das Gold zu extrahieren. Daher erhielt es den Namen „Holtermann Nugget“. Der Begriff Nugget ist nicht korrekt, denn Nuggets bestehen in Gänze aus Gold ohne Beimengungen.

## Geschäftsmann

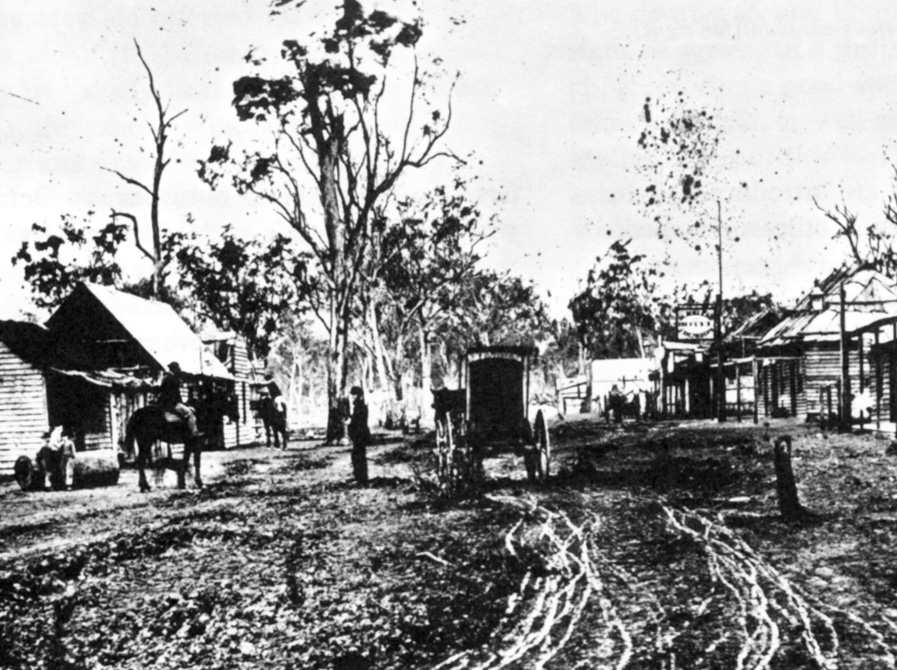
Fotografie von Merlins fahrbarer Dunkelkammer in der Bildmitte (1872)

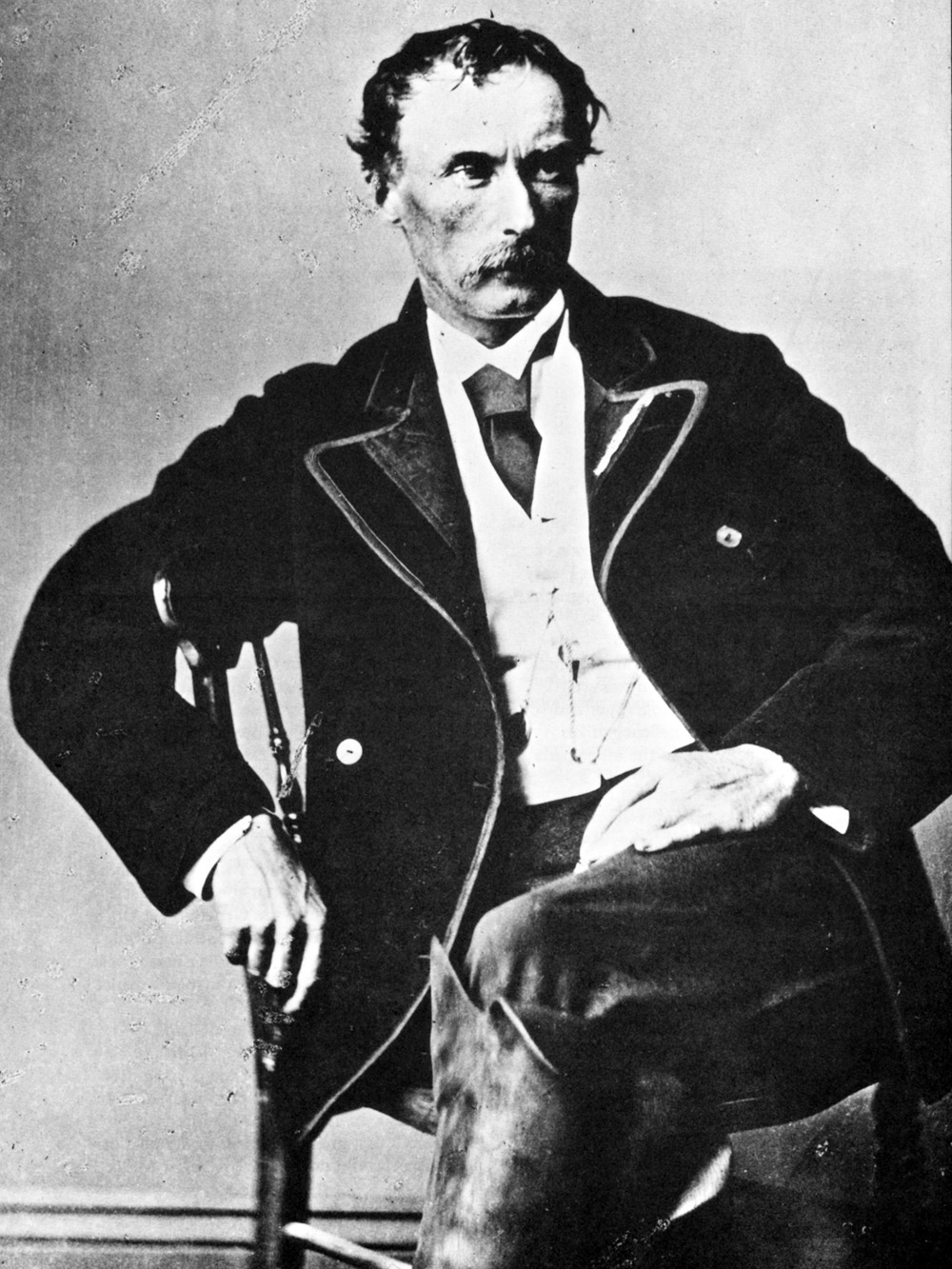
Der Fotograf Henry Beaufoy Merlin (1873)

Als Ende März 1872 Henry Beaufoy Merlin  (1830–1873), ein fahrender Fotograf, mit seinem jungen Assistenten Charles Bayliss in die Goldfelder von New South Wales kam, wendete sich Holtermann der Fotografie zu. Er war überaus daran interessiert und kümmerte sich kaum noch um seine Minen. Er unterstützte und finanzierte Merlins Vorhaben, Fotos über die Besiedlung in New South Wales und Victoria anzufertigen. Merlin entwickelte die Fotos im sogenannten Kollodium-Nassplatten-Verfahren und stellte Bilder im Format von 21 × 25 cm her. Die Aufnahmesitzung dauerte in diesem Verfahren etwa ein bis zwei Stunden. Da die Entwicklung zeitnah erfolgen musste, war bei Anwendung dieses Verfahrens für Landschaftsfotografien stets eine mobile Dunkelkammer mitzuführen. Mit dem Fotografen eröffnete er das Studio der „American & Australasian Photographic Co.“ in Hill End. Die Werbung und den Vertrieb der Fotos wollte Holtermann übernehmen. 1873 bereiste Merlin mit seinen Fotografien in einem speziell angefertigten Fahrzeug New South Wales. Im gleichen Jahr starb Merlin. Holtermann hatte etwa 1000 Pfund in die Fotoarbeiten investiert. Merlins Assistent Bayliss ging danach nach Victoria und machte dort etwa 200 Fotos, vor allem um Ballarat. Holtermann befestigte die Fotografien vom Panorama des damaligen Sydney auf einer 9,78 Meter langen Stoffrolle und stellte sie in der Weltausstellung Philadelphia 1876 in den USA aus. Sein Panorama wurde mit einer Bronzemedaille ausgezeichnet. Holtermann reiste 1876 nach Philadelphia und anschließend nach Frankreich, Deutschland und in die Schweiz, wo seine Ausstellungen Anerkennung fanden. 1877 kam er nach Sydney zurück. In der Weltausstellung Paris 1878 präsentierte er das Panorama von Sydney erneut.
Ferner vertrieb Holtermann erfolgreich seine Life Preserving Drops (deutsch: Lebenserhaltende Tropfen), die auf der chemischen Formel eines deutschen Arztes basierten. Er beteiligte sich ferner finanziell mit 150 Pfund am Bau eines Krankenhauses in End Hill. Dieses Gebäude ist heute das End Hill Visitor Centre, in dem die einzige erhaltene Flasche seiner Tropfen aufbewahrt wird. Des Weiteren verkaufte er deutsches „Lagerbier, Nähmaschinen, Gasherstellende Maschinen zur Heimgasbeleuchtung und telegraphische Geräte“.

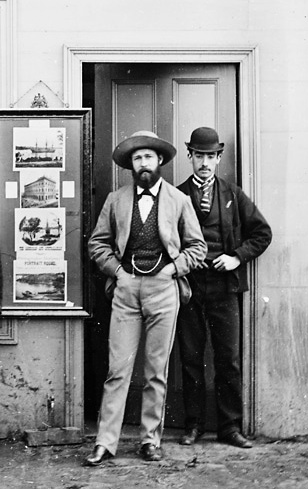
Charles Bayliss (links) vor dem Gebäude des Fotostudios in Hill End (1872)

Im Jahr 1874 baute Holtermann auf dem Höhen von St Leonards, heute ein Stadtteil von Sydney, ein palastartiges Gebäude mit einem 27 Meter hohen Turm. Dieser Turm war speziell erbaut und diente Holtermann für Panoramafotografien vom Hafen von Sydney und als Dunkelkammer. Für dieses Vorhaben engagiert er Charles Bayliss. Sie fotografierten Fotoreihen im Format 46 × 56 cm und erweiterten die Bildformate bis zu einer Größe von 152 × 91 cm. Die einzelnen Fotos konnten zu Panoramen aneinandergefügt werden. Diese Aufnahmen gingen später verloren. Erst im Jahr 1951 wurden 3500 Glasplatten-Negative in einem Gartenhaus in Chatswood, einem Stadtteil von Sydney, wiederentdeckt.
Heute befindet sich in dem umgebauten Gebäude mit Turm die Sydney Church of England Grammar School.

## Politiker
Holtermann war Gründungsmitglied des „Hill End Borough Councils“. Nach zwei vergeblichen Versuchen wurde Holtermann 1882 ins Australische Unterhaus für St Leonards gewählt. Seine Mitgliedschaft im Jahr 1885 endete zum Ende der Wahlperiode. Er engagierte sich für lokale Angelegenheiten wie für den Bau des Postamtes, Gerichtsgebäudes, der Straßenbahn und der „North Shore Bridge“ in North Sydney, der erst viel später gebauten Sydney Harbour Bridge. Für den Brückenbau stellte er persönlich 5000 Pfund zur Verfügung. Holtermann engagierte sich auch für die Migranten in Australien. Kurz nach seinem Tod berichtete eine Zeitung in Sydney darüber, dass Holtermann ein Freimaurer der Unity Lodge gewesen sei.

## Nachwirken
Die wiederentdeckte Sammlung von etwa 3500 Glasplatten-Negativen, darunter 700 von Bayliss, wird heute in der Nationalbibliothek von New South Wales aufbewahrt und sie ist in die Liste des Weltkulturerbes der UNESCO eingetragen. In der ehemaligen Goldgräberstadt Gulgong wurde in einem der ältesten Gebäude, das aus der Goldgräberzeit erhalten geblieben ist, das Gulgong Holtermann Museum eingerichtet.